# كأس أندورا 2006
كأس أندورا 2006 (بالكتالونية: Copa Constitució 2006)‏ هو الموسم 14 من  كأس أندورا. أقيم خلال الفترة 22 يناير 2006 وحتى 13 مايو 2006، وفاز فيه نادي سانتا كولوما.